# Frederik Ahlefeldt (1662-1708)
 Der er flere personer med dette navn, se Frederik Ahlefeldt.
Frederik lensgreve Ahlefeldt (født 21. april 1662 i Flensborg, død 10. juni 1708 i Regensburg, Bayern) var dansk lensgreve af Langeland, gehejmeråd, general og statholder i de kongelige dele i hertugdømmerne Slesvig og Holsten 1686-1708.